# Korokoro Falls
Die Korokoro Falls sind ein Wasserfall im Gebirt des Te Urewera in der Region Hawke’s Bay auf der Nordinsel Neuseelands. Er liegt im Lauf des Te Korokoroowhaitiri Creek, der wenige hundert Meter hinter dem Wasserfall in östlicher Fließrichtung in das Westufer des Lake Waikaremoana mündet. Seine Fallhöhe beträgt rund 22 Meter.
Erreichbar ist der Wasserfall zu Fuß im Rahmen einer Mehrtagestour über den Korokoro Falls Track, einen Abzweig in westlicher Richtung vom Lake Waikaremoana Great Walk.